# Oberpullendorf
Oberpullendorf (ungerska: Felsőpulya, kroatiska: Gornja Pulja) är en ort och stadskommun i det österrikiska förbundslandet Burgenland. Oberpullendorf är huvudort i distriktet med samma namn. 67% av befolkningen är tyskspråkig, 22% ungerskspråkig och 6% har kroatiska som modersmål.
Kommunen består av två orter (Ortschaften) (inom parentes invånarantal 1 januari 2024):
- Mitterpullendorf (1 187)
- Oberpullendorf (2 140)

## Historia
För första gången omnämndes den ungerska gränsorten år 1225 som "Pula". Oberpullendorf tillhörde Ungern fram till 1921, när Burgenland kom att tillhöra Österrike. 1975 blev Oberpullendorf stad.

## Näringsliv
Oberpullendorf är servicecentrum för mellersta Burgenland.

## Kommunikationer
Oberpullendorf ligger vid riksvägen B50 om går genom Burgenland i nord-sydlig riktning. I Oberpullendorf ansluter riksvägen B61 som kommer från den ungerska gränsen.

## Vänorter
- Bad Neustadt an der Saale, Tyskland